# Поточе (Преддвор)
Поточе (словен. Potoče) је насељено место у општини Преддвор, Горењска регија, Словенија.

## Историја
До територијалне реорганизације у Словенији биле су у саставу старе општине Крањ.

## Становништво
У попису становништва из 2011. године, Поточе су имале 357 становника.
| Број становника према пописима | Број становника према пописима | Број становника према пописима |
| ------------------------------ | ------------------------------ | ------------------------------ |
| 1991                           | 2002                           | 2011                           |
| 149                            | 322                            | 357                            |

## Галерија
- табла на улазу
- замак Турн
- планинска коча
- река Кокра у свом току код Поточа